# San Basile
San Basile község (comune) Olaszország Calabria régiójában, Cosenza megyében.

## Fekvése
A megye északi részén fekszik a Pollino Nemzeti Park területén. Határai: Castrovillari, Morano Calabro és Saracena.

## Története
A 9. században alapították baziliánus szerzetesek. A 16. században alapították albánok telepedtek le, akiket a törökök űztek el országukból. Önállóságát a 19. század elején nyerte el, amikor a Nápolyi Királyságban felszámolták a feudalizmust.

## Népessége
A népesség számának alakulása:

## Főbb látnivalói
- Santa Maria Odigitria-kolostor
- San Giovanni Battista-templom